# Метрополитан 92
«Метрополитан 92» — французский профессиональный баскетбольный клуб из Леваллуа-Перре.

## Статистика сезонов
| Сезон     | Уровень | Лига  | М  | Плей-офф         | Кубок Франции    | Кубок Лидеров    | Европейские соревнования | Европейские соревнования |
| --------- | ------- | ----- | -- | ---------------- | ---------------- | ---------------- | ------------------------ | ------------------------ |
| 2007/2008 | 1       | Про A | 15 | Выбыл ▼          | 1/16 финала      | -                | -                        | -                        |
| 2008/2009 | 2       | Про B | 1  | Полуфиналист ▲   | 1/8 финала       | -                | -                        | -                        |
| 2009/2010 | 1       | Про A | 7  | Четвертьфиналист | 1/16 финала      | -                | -                        | -                        |
| 2010/2011 | 1       | Про A | 13 | -                | 1/8 финала       | -                | 3 Кубок вызова ФИБА      | КР                       |
| 2011/2012 | 1       | Про A | 6  | Четвертьфиналист | 1/16 финала      | Четвертьфиналист | -                        | -                        |
| 2012/2013 | 1       | Про A | 12 | -                | Чемпион          | Полуфиналист     | 3 Кубок вызова ФИБА      | ЧФ                       |
| 2013/2014 | 1       | Про A | 5  | Четвертьфиналист | Четвертьфиналист | Полуфиналист     | 2 Кубок Европы           | РС                       |

## Достижения
Кубок Франции
- Обладатель: 2012/2013

Суперкубок Франции
- Обладатель: 2013

## Знаменитые игроки
Франция:
- Виктор Вембаньяма
- Эндрю Альбиси
- Нобель Бунгу-Коло
- Борис Дьяо
- Антуан Дьо
- Венсан Пуарье

Европа:
- Джордан Морган
- Клемен Препелич
- Роко Укич

США:
- Энтони Браун
- Дэниел Юинг
- Шеррод Форд
- Майк Грин
- Ламонт Хэмилтон
- Шон Мэй
- Джордан Макрей

Океания:
- Натан Джаваи